# Cabo de la Hague
El cabo de la Hague (del francés: Cap de la Hague) es el cabo que constituye el extremo de la península de Cotentin, en Baja Normandía, noroeste de Francia. Se encuentra frente a las islas del Canal. La Hague es un lugar pintoresco de acantilados de granito precámbrico, con cuevas y pequeños campos. Ofrece bellos paisajes naturales y conserva, en lo esencial, sus pueblos y su hábitat tradicional. Allí se encuentra un centro de reprocesado de desechos nucleares, fuente principal de recursos económicos y al tiempo, de controversias. Es la planta más grande de este tipo, y supone alrededor de la mitad de la capacidad mundial. 
El dialecto normando que se habla por una minoría en la región se llama Haguais. El poeta normando Côtis-Capel era nativo de la región y usó el paisaje como inspiración para su poesía. El pintor Jean-François Millet fue también originario de la pensión.